# Miskolc műemlékeinek listája
A Miskolcon található műemlékek listája a Kulturális Örökségvédelmi Hivatal adatai alapján, kiegészítve a 2011-es Wiki Loves Monumentsben szereplő néhány tétellel.

## Belváros
| Név a műemlékjegyzékben    | Egyéb név                                     | Cím                                           | Hrsz.                                    | Kép |
| -------------------------- | --------------------------------------------- | --------------------------------------------- | ---------------------------------------- | --- |
| Avasi református temető    |                                               | Papszer 14.                                   | 12055/1, 12218/1, 12218/2, 12322, 12323… |     |
| Arany Szarvas Gyógyszertár |                                               | Erzsébet tér 2.                               |                                          |     |
| Báji Patay-ház             | Báji Patay-kúria                              | Hunyadi u. 6.                                 | 4 (2947)                                 |     |
| Református deszkatemplom   |                                               | Petőfi tér                                    | 2998/1 (2936)                            |     |
| Evangélikus templom        |                                               | Hunyadi u. 8.                                 | 11/3                                     |     |
| Harangtorony               |                                               | Papszer 14.                                   | 2405                                     |     |
| Három Rózsa Szálló         | Grand Hotel                                   | Széchenyi u. 33./Kazinczy u. 1. (saroképület) | (12041)                                  |     |
| Herman Ottó Múzeum         | Papszeri épület                               | Papszer 1.                                    | 8532 (2963)                              |     |
| Ispotály                   |                                               | Mindszent tér                                 | 8440/2 (2959)                            |     |
| Korona Szálló              | Avas szálloda                                 | Széchenyi u. 1.                               | 2527/3                                   |     |
| Kereskedő- és lakóház      | Az egykori alispáni rezidencia                | Ady Endre u. 5.                               | 3581                                     |     |
| Lakóház                    | Aranykasza üzletház                           | Ady Endre u. 20                               | 4184                                     |     |
| Lakó- és hivatali épület   | Peszkár-ház                                   | Hunyadi u. 10.                                | 14/1, 2949                               |     |
| Lakóház                    |                                               | Batthyány utca 1.                             | 2633                                     |     |
| Lakóház                    |                                               | Dózsa György út 7.                            | 206                                      |     |
| Lakóház                    |                                               | Geró u. 19.                                   | 1980                                     |     |
| Lakóház                    |                                               | Görgey u. 10.                                 | 12268                                    |     |
| Lakóház                    | Mikuleczky–Lévay-ház, Lévay József háza       | Hunyadi u. 4.                                 | 1/2 (2946)                               |     |
| Lakóház                    | Lichtenstein-palota                           | Hunyadi u. 5.                                 | 2424                                     |     |
| Lakóház                    | Déryné Széppataki Róza lakóháza               | Hunyadi u. 52.                                | 81 (2950)                                |     |
| Lakóház                    |                                               | Kis-Hunyad utca 5.                            | 10 (2953)                                |     |
| Pénzügyi palota            |                                               | Fazekas M. út 2.                              |                                          |     |
| Lakóház                    | Szeöts-ház                                    | Palóczy u. 13.                                | (2962)                                   |     |
| Lakóház                    |                                               | Palóczy u. 27.                                | 2651                                     |     |
| Erdészeti palota           |                                               | Deák tér 1.                                   |                                          |     |
| Lakóház                    | Dőry-kúria, a Miskolci Galéria épülete        | Rákóczi u. 2.                                 | 2448 (2964)                              |     |
| Lakóház                    | Kulturális Örökségvédelmi Hivatal             | Rákóczi u. 11.                                | 8516                                     |     |
| Lakóház                    |                                               | Rákóczi u. 13.                                | 8511                                     |     |
| Grabovszki-ház             |                                               | Rákóczi u. 14.                                | 2441 (11641)                             |     |
| Lakóház                    | Spiró (Sámuel)-ház                            | Régiposta u. 22.                              | 3603                                     |     |
| Lakóház                    | Klier-ház                                     | Szemere u. 14.                                | 8486 (2968)                              |     |
| Lakóház                    | Horváth-ház                                   | Szemere u. 20.                                | 8488, 8490–93 (12042)                    |     |
| Lakóház                    | Gerstner-ház                                  | Szemere u. 22.                                | (12072)                                  |     |
| Lakóház                    |                                               | Szemere u. 24.                                | 8494                                     |     |
| Lakóház                    | Majzler-ház                                   | Széchenyi u. 14.                              | 2456 (2969)                              |     |
| Lakóház                    | Kun-ház                                       | Széchenyi u. 28.                              | 2480                                     |     |
| Hitelintézeti palota       |                                               | Széchenyi u. 29.                              | 2492 (11948)                             |     |
| Lakóház                    | Silbiger-ház                                  | Széchenyi u. 52.                              | (12037)                                  |     |
| Lakóház                    | Vadnay–Szeremley-ház                          | Városház tér 5.                               | 2536 (2973)                              |     |
| Lakóház                    | Bakos–Mázer-ház                               | Városház tér 7.                               | 2535 (2974)                              |     |
| Lakóház                    | Az egykori Mezőgazdasági Hitelintézet épülete | Városház tér 11.                              | 2532/1, 2532/2                           |     |
| Lakóház                    | Almássy-kúria                                 | Városház tér 13.                              | 2528/1 (2976)                            |     |
| Lakóház                    | Markó-ház                                     | Városház tér 18.                              | 2417 (2977)                              |     |
| Lakóház                    | Balogh-kúria                                  | Városház tér 20.                              | 2416 (2978)                              |     |
| Lakóház                    | Breuer-palota                                 | Városház tér 22.                              | 2415                                     |     |
| Lakóház                    | Weisz-ház                                     | Zsolcai kapu 7.                               |                                          |     |
| Lakóház; könyvtár          | Városi könyvtár (Doleschall-kúria)            | Mindszent tér 2.                              | 8445                                     |     |
| Lakóház; múzeum            | Színészmúzeum                                 | Déryné u. 3.                                  | 2509 (2938)                              |     |
| Lakóház és pince           | Alabárdos étterem                             | Kis-Avas, Első sor 15.                        | 11711                                    |     |
| Lakóház és üzlet           | Ecker-Klein-Sugár Divatház                    | Széchenyi u. 32.                              | 2475–79                                  |     |
| Lakóház és üzletek         | Az egykori Magyar-Olasz Bank épülete          | Széchenyi u. 67.                              |                                          |     |
| Magyar ortodox templom     |                                               | Deák tér 7.                                   | 2626 (2935)                              |     |
| Mária-szobor               | Csupros Mária-szobor                          | Mindszent tér                                 | 8445 (2957)                              |     |
| Megyeháza                  |                                               | Városház tér 1.                               | 2542/3, 2542/4                           |     |
| Nemzeti Színház            | Miskolci Nemzeti Színház                      | Déryné u. 1.                                  | 2510 (2937)                              |     |
| Pince                      |                                               | Nagy-Avas, Csáti sor 377.                     | 12054                                    |     |
| Pince                      |                                               | Nagy-Avas, Középsor 598                       | 12305                                    |     |
| Pincék                     |                                               | Mélyvölgy, Csabai sor                         | 11916                                    |     |
| Református templom         | Kakas-templom                                 | Kossuth u. 17.                                | 2561 (2954)                              |     |
| Református templom         | Avasi templom                                 | Papszer 14.                                   | 2405                                     |     |
| Rendház                    |                                               | Kelemen Didák utca 1. (volt Hősök tere 5.)    | 2595/2, 2595/3 (2945)                    |     |
| Római katolikus plébánia   |                                               | Földes F. u. 20., Papszer 20.                 | (2958)                                   |     |
| Római katolikus templom    | Szent Anna-templom, Veres-templom             | Szent Anna tér                                | 20040 (2941)                             |     |
| Római katolikus templom    | Minorita templom                              | Kelemen Didák utca 3. (volt Hősök tere 5.)    | 2595/1, (2944)                           |     |
| Római katolikus templom    | Mindszenti templom                            | Mindszent tér 8.                              | (2956)                                   |     |
| Sajó Cipőbolt              | Stamberger-ház                                | Széchenyi u. 82.                              | 3708                                     |     |
| Történeti belváros         |                                               | Miskolc                                       |                                          |     |
| Városháza                  |                                               | Városház tér 8.                               | 1/1 (2975)                               |     |
| Vásárcsarnok               | Búza téri vásárcsarnok                        | Búza tér                                      | 4098                                     |     |
| Weidlich-palota            |                                               | Széchenyi u. 19.                              | 12130                                    |     |
| Villa                      | Kós-ház                                       | Görgey u. 32                                  | 8418 (2943)                              |     |
| Zenepalota                 |                                               | Hunyadi u. 7.                                 | 1802 (11946)                             |     |
| Kazinczy utcai zsinagóga   |                                               | Kazinczy u. 7.                                | 2486 (2952)                              |     |

## Diósgyőr
| Név a műemlékjegyzékben  | Egyéb név                           | Cím                  | Hrsz.            | Kép |
| ------------------------ | ----------------------------------- | -------------------- | ---------------- | --- |
| Csavargyár               |                                     | Kiss Ernő u. 17.     | 23365/23         |     |
| Evangélikus templom      |                                     | Vár u. 7–9.          | (12592)          |     |
| Gazdasági épület         | Pálos kolostor maradványai          | Árpád út 90.         | 30890/1          |     |
| Kolostor                 | Pálos kolostor maradványai          | Árpád út 90.         | 30890/1          |     |
| Huszárvár falmaradványai |                                     | Vár utca 20.         | 32532/3          |     |
| Mária-szobor             | Szeplőtelen fogantatás (Immaculata) | Puskás Tivadar u.    | 32342/2 (2984)   |     |
| Pince                    |                                     | Baráthegyalja u. 42. | 31000            |     |
| Református templom       |                                     | Táncsics tér 1.      | 32878 (2986)     |     |
| Római katolikus templom  |                                     | Puskás Tivadar u. 1. | 32343 (2985)     |     |
| Várrom                   | Diósgyőri vár                       | Vár u. 24.           | 32818/1, 32827/1 |     |
| Vár kontrafala           |                                     | Vár u. 24.           |                  |     |

## Más városrészek
| Név a műemlékjegyzékben     | Egyéb név                  | Cím                                     | Hrsz.                            | Kép |
| --------------------------- | -------------------------- | --------------------------------------- | -------------------------------- | --- |
| Bárczay-kastély             |                            | Miskolc-Hejőcsaba, Sütő János u. 40     | 41008 (2967)                     |     |
| Palotaszálló                |                            | Miskolc-Lillafüred, Erzsébet sétány 1.  | (12378)                          |     |
| Czóbel-villa                |                            | Miskolc-Lillafüred, Erzsébet sétány 71. |                                  |     |
| Fogadalmi kereszt           |                            | Miskolc-Lillafüred                      | 38396/1                          |     |
| Gömöri pályaudvar           |                            | Miskolc, Állomás u. 2.                  | 4582 (2929)                      |     |
| Görögkatolikus templom      |                            | Miskolc-Görömböly, Szolártsik tér       | 42641/2 (2989)                   |     |
| Görögkatolikus pincekápolna |                            | Miskolc-Görömböly                       |                                  |     |
| Gyógyszertár és lakások     | Bárczay-kúria              | Miskolc-Hejőcsaba, Csaba vezér u. 58.   | 41063/2 (2932)                   |     |
| Herman Ottó lakóháza        | Peleház, Pele-lak          | Miskolc-Lillafüred, Erzsébet sétány 3.  | 38451                            |     |
| Kancellária, múzeum         |                            | Miskolc-Felsőhámor, Palota utca 54.     | 38284 (2960)                     |     |
| Kolostorrom                 | Szentléleki pálos kolostor | Miskolc-Szentlélek                      | 01108/2                          |     |
| Nepomuki Szent János-szobor |                            | Miskolc-Felsőhámor, Palota utca 54.     | 38283                            |     |
| Őskohó                      |                            | Miskolc-Újmassa                         | 01130 (2991)                     |     |
| Pisztrángkeltetőház         | Pisztrángtelep             | Miskolc-Lillafüred, Garadna-völgy       | 1146, 1148, 1154                 |     |
| Református templom          |                            | Miskolc-Hejőcsaba, Templom utca 18.     | 41037 (2971)                     |     |
| Római katolikus templom     |                            | Miskolc-Görömböly, Szolártsik tér 6.    | 42632 (2990)                     |     |
| Római katolikus templom     |                            | Miskolc-Hejőcsaba, Templom u. 14.       | 41111 (2970)                     |     |
| Tiszai pályaudvar           | Főpályaudvar               | Miskolc, Kandó Kálmán tér 1-3.          | 5078 (2951)                      |     |
| Újakna épületei             |                            | Miskolc-Pereces, Erdő sor               | 35421/2, 35421/4, 35422, 35424/2 |     |
| Vadászkastély               |                            | Miskolc 9524                            | 1117                             |     |